# Compétition masculine du pentathlon moderne aux Jeux olympiques d'été de 2012
Navigation
Pékin 2008 Rio de Janeiro 2016
L'épreuve masculine du pentathlon moderne des Jeux olympiques d'été de 2012 se déroule le 11 août au Copper Box (pour l'escrime), à l'Aquatics Centre (pour la natation) et au Greenwich Park (pour l'équitation et l'épreuve combinée).

## Médaillés
| Or            | Argent        | Bronze      |
| David Svoboda | Cao Zhongrong | Ádám Marosi |

## Format de la compétition
- Escrime : La discipline d'escrime utilise l'épée. La compétition est une épreuve où tous les participants se rencontrent. Chaque assaut dure une minute, avec la première touche gagnante. Si au bout de la minute il n'y a pas de touche, il y a double défaite. Un bon niveau d'escrime international se situe entre 950 et 1 000 points. Après un pourcentage, un score de 70 % vaut 1 000 points, chaque pour cent en plus vaut +12 points et -12 points par pour cent en moins de 70 (par rapport à 1 000.)
- Natation : L'épreuve de natation est un 200 mètres nage libre. Les concurrents sont classés selon leur meilleur temps sur la distance. Un bon niveau international masculin correspond à une fourchette de 2 min et 2 min 5 s.
- Équitation : La discipline d'équitation consiste en un saut d'obstacles sur une course de 350 à 450 mètres avec 12 à 15 obstacles. Les concurrents sont associés par tirage au sort à un cheval 20 minutes avant le début de l'épreuve. Chaque cheval fait au minimum deux fois le tour et au maximum 3 en un temps limité. Il y a également un ou deux chevaux de réserve si un cheval se blesse ou s'il a fait un parcours trop catastrophique le premier tour. Le score est basé sur les pénalités pour barres tombées, refus ou temps limite dépassé.
- Combiné course/tir : il s'agit de la modification la plus récente du règlement du pentathlon moderne, afin de le rendre plus spectaculaire : le tir et la course à pied, auparavant disputés en deux épreuves distinctes, se trouvent maintenant mêlés en un combiné, qui n'est pas sans rappeler le biathlon à ski, dont il s'inspire. L'épreuve de combiné consiste en un cross-country de 3 000 mètres ponctué de 3 arrêts à un stand de tir où les concurrents utilisent un pistolet à tir laser et visent une cible située à 10 mètres. Le premier tir a lieu au départ, le second à 1 000 mètres de course, le dernier à 2 000 mètres. À chaque fois, le pentathlète doit toucher 5 cibles le plus rapidement possible, en un temps maximum de 1 min 10 s. Les concurrents sont classés selon leurs scores dans les trois premières disciplines et partent avec des temps différents, le leader partant le premier. 4 points correspondent à 1 seconde d'écart. La première personne à franchir la ligne d'arrivée est la gagnante du pentathlon.

## Calendrier
Toutes les heures sont en British Summer Time (UTC+1).
| Date                | Temps   | Tour                                |
| ------------------- | ------- | ----------------------------------- |
| Samedi 11 août 2012 | 08 h 45 | Escrime Natation Équitation Combiné |

## Résultats
| Rang                                | Athlète                 | Pays               | Escrime Victoires (pts) | Natation Temps (pts) | Équitation Temps (pts) | Combiné Temps (pts)   | Total |
| ----------------------------------- | ----------------------- | ------------------ | ----------------------- | -------------------- | ---------------------- | --------------------- | ----- |
| Médaille d'or, Jeux olympiques      | David Svoboda           | République tchèque | 26 (1024)               | 2 min 04 s 84 (1304) | 77 s 28 (1132)         | 10 min 33 s 02 (2468) | 5928  |
| Médaille d'argent, Jeux olympiques  | Cao Zhongrong           | Chine              | 25 (1000)               | 1 min 58 s 93 (1376) | 74 s 62 (1080)         | 10 min 38 s 02 (2448) | 5904  |
| Médaille de bronze, Jeux olympiques | Ádám Marosi             | Hongrie            | 20 (880)                | 2 min 02 s 08 (1336) | 75 s 94 (1200)         | 10 min 45 s 72 (2420) | 5836  |
| 4                                   | Aleksander Lesun        | Russie             | 25 (1000)               | 2 min 04 s 29 (1312) | 77 s 61 (1112)         | 11 min 05 s 83 (2340) | 5764  |
| 5                                   | Steffen Gebhardt        | Allemagne          | 20 (880)                | 2 min 07 s 08 (1276) | 72 s 11 (1160)         | 10 min 37 s 16 (2452) | 5756  |
| 6                                   | Thomas Daniel           | Autriche           | 17 (808)                | 2 min 09 s 23 (1252) | 73 s 56 (1180)         | 10 min 24 s 02 (2504) | 5744  |
| 7                                   | Andreï Moïsseïev        | Russie             | 22 (928)                | 2 min 02 s 71 (1328) | 70 s 65 (1140)         | 11 min 05 s 28 (2340) | 5736  |
| 8                                   | Justinas Kinderis       | Lituanie           | 15 (760)                | 2 min 04 s 35 (1308) | 72 s 78 (1140)         | 10 min 19 s 34 (2524) | 5732  |
| 9                                   | Riccardo De Luca        | Italie             | 16 (784)                | 2 min 08 s 29 (1264) | 72 s 09 (1200)         | 10 min 32 s 34 (2472) | 5720  |
| 10                                  | Nicholas Woodbridge     | Grande-Bretagne    | 17 (808)                | 1 min 57 s 32 (1396) | 81 s 22 (1156)         | 11 min 01 s 66 (2356) | 5716  |
| 11                                  | Jung Jin-Hwa            | Corée du Sud       | 16 (784)                | 2 min 00 s 25 (1360) | 70 s 01 (1160)         | 10 min 57 s 07 (2372) | 5676  |
| 12                                  | Róbert Kasza            | Hongrie            | 20 (880)                | 2 min 01 s 59 (1344) | 74 s 57 (1200)         | 11 min 27 s 85 (2252) | 5676  |
| 13                                  | Samuel Weale            | Grande-Bretagne    | 17 (808)                | 2 min 03 s 40 (1320) | 76 s 68 (1176)         | 11 min 00 s 00 (2360) | 5664  |
| 14                                  | Óscar Soto              | Mexique            | 16 (784)                | 2 min 10 s 98 (1232) | 76 s 38 (1176)         | 10 min 34 s 42 (2464) | 5656  |
| 15                                  | Ondřej Polívka          | République tchèque | 12 (688)                | 2 min 02 s 71 (1328) | 76 s 14 (1136)         | 10 min 25 s 99 (2500) | 5652  |
| 16                                  | Stanislau Zhurauliou    | Biélorussie        | 20 (880)                | 2 min 06 s 80 (1280) | 70 s 07 (1120)         | 10 min 58 s 10 (2368) | 5648  |
| 17                                  | Christopher Patte       | France             | 18 (784)                | 2 min 05 s 99 (1292) | 76 s 38 (1116)         | 10 min 43 s 96 (2428) | 5620  |
| 18                                  | Esteban Bustos          | Chili              | 15 (760)                | 2 min 10 s 52 (1236) | 68 s 58 (1160)         | 10 min 38 s 72 (2448) | 5604  |
| 19                                  | Deniss Čerkovskis       | Lettonie           | 23 (952)                | 2 min 10 s 78 (1232) | 91 s 78 (976)          | 10 min 46 s 88 (2416) | 5576  |
| 20                                  | Nicola Benedetti        | Italie             | 17 (808)                | 2 min 18 s 47 (1140) | 84 s 16 (1084)         | 10 min 16 s 92 (2536) | 5568  |
| 21                                  | Rustim Sabirkhouzine    | Kazakhstan         | 19 (856)                | 2 min 13 s 21 (1204) | 72 s 42 (1100)         | 10 min 49 s 57 (2404) | 5564  |
| 22                                  | Shinichi Tomi           | Japon              | 18 (832)                | 2 min 01 s 19 (1348) | 88 s 57 (1088)         | 11 min 19 s 03 (2284) | 5552  |
| 23                                  | Pavlo Tymoshchenko      | Ukraine            | 13 (712)                | 2 min 08 s 15 (1264) | 69 s 63 (1140)         | 10 min 48 s 37 (2408) | 5524  |
| 24                                  | Szymon Staśkiewicz      | Pologne            | 14 (736)                | 2 min 11 s 54 (1224) | 75 s 21 (1180)         | 10 min 56 s 31 (2376) | 5516  |
| 25                                  | Arthur Lanigan O'Keeffe | Irlande            | 14 (736)                | 2 min 02 s 44 (1332) | 85 s 13 (1120)         | 11 min 08 s 69 (2328) | 5516  |
| 26                                  | Stefan Köllner          | Allemagne          | 16 (784)                | 2 min 11 s 71 (1220) | 70 s 47 (1120)         | 10 min 59 s 16 (2364) | 5488  |
| 27                                  | Ed Fernon               | Australie          | 14 (736)                | 2 min 13 s 10 (1204) | 87 s 40 (1152)         | 10 min 48 s 19 (2408) | 5480  |
| 28                                  | Yasser Hefny            | Égypte             | 17 (808)                | 2 min 05 s 90 (1292) | 80 s 39 (1080)         | 11 min 25 s 53 (2260) | 5440  |
| 29                                  | Pavel Iliashenko        | Kazakhstan         | 15 (760)                | 2 min 06 s 62 (1244) | 96 s 94 (1036)         | 10 min 49 s 80 (2404) | 5432  |
| 30                                  | Dmitry Melyakh          | Biélorussie        | 17 (808)                | 2 min 03 s 67 (1316) | 78 s 50 (1028)         | 11 min 33 s 18 (2228) | 5380  |
| 31                                  | Andrei Gheorghe         | Guatemala          | 15 (760)                | 2 min 13 s 89 (1196) | 77 s 04 (1112)         | 11 min 15 s 58 (2300) | 5368  |
| 32                                  | Dennis Bowsher          | États-Unis         | 12 (688)                | 2 min 05 s 15 (1300) | 81 s 36 (1076)         | 11 min 25 s 09 (2260) | 5324  |
| 33                                  | Amro El Geziry          | Égypte             | 18 (832)                | 1 min 55 s 70 (1412) | 11 s 42 (856)          | 11 min 42 s 44 (2192) | 5292  |
| 34                                  | Hwang Woo-Jin           | Corée du Sud       | 14 (736)                | 2 min 01 s 14 (1348) | 46 s 83 (736)          | 12 min 08 s 88 (2088) | 4908  |
| 35                                  | Dmytro Kirpulyanskyy    | Ukraine            | 17 (808)                | 2 min 04 s 83 (1304) | DNF (580)              | 11 min 18 s 80 (2288) | 4740  |
| 36                                  | Wang Guan               | Chine              | 12 (688)                | 2 min 12 s 13 (1216) | DNS (0)                | DNS (0)               | 1904  |